# Zhang Yayi
Zhang Yayi (n. 6 mai 1997) este o sportivă ce a reprezentat Republica Populară Chineză, medaliată olimpică. A participat la 1 ediție a Jocurilor Olimpice (2024) în care a câștigat 1 medalie de aur.

## Participări
Lista de mai jos prezintă principalele competiții la care a participat Zhang Yayi de-a lungul carierei.
- Înot sincron la Jocurile Olimpice de vară din 2024 - echipă feminin